# Subtraktion
Inom aritmetiken är subtraktion ett av de fyra räknesätten. Vid subtraktion bildas differensen (skillnaden) mellan två tal, termer. Differensen mellan talen {\displaystyle a} och {\displaystyle b} skrivs {\displaystyle a-b}, där {\displaystyle a} kallas minuend och {\displaystyle b} kallas subtrahend, åtskilda av ett minustecken. Differensen är positiv om {\displaystyle a>b} och negativ om {\displaystyle a<b}. Subtraktion är omvänd addition.

## Ekvivalentabeskrivningar
Subtraktion är en aritmetisk operation för att beräkna differensen mellan två tal.
I hela det nedanstående stycket är 
{\displaystyle a-b=c}
där a är minuenden, b är subtrahenden och c är differensen.
- För den enklaste aritmetiken, den för positiva heltal, är differensen c det som återstår när man tagit bort b från a.

- Om a och b ses som punkter på tallinjen är differensen c avståndet från b till a.

- Subtraktion är omvänd addition: Om a - b = c, så är a = b + c.

- Subtraktion är summan av a och den additiva inversen av b: a - b = a + (-b).

## Exempel
Vid exemplen nedan, tänk på en tallinje eller en termometer.
{\displaystyle 5-3=2}
Differensen är {\displaystyle 2} mellan {\displaystyle 3} och {\displaystyle 5}. Man får alltså gå två steg från {\displaystyle 5} för att komma till {\displaystyle 3}, eller tvärtom. 
{\displaystyle 5-(-3)=8}
Differensen är {\displaystyle 8} mellan {\displaystyle 5} och {\displaystyle (-3)}. Man får alltså gå 8 steg för att komma från {\displaystyle 5} till {\displaystyle (-3)}, eller tvärtom.

## Generaliserad subtraktion
Euklidiska metriken för de reella talen där a, b ∈ {\displaystyle \mathbb {R} } är definierad som |a - b|.
Differensen mellan två mängder A, B är A - B: alla element i A som inte är i B.
För två element a, b i en kommutativ grupp (G, +), kan subtraktion definieras a + (-b).
För två element a, b i en ring (R, +, ∙), kan subtraktion definieras a + (-b). 

## Unicode-kod
Symbolen för subtraktion är minustecknet, − (Unicode-kod U+2212).